# David A. Stewart

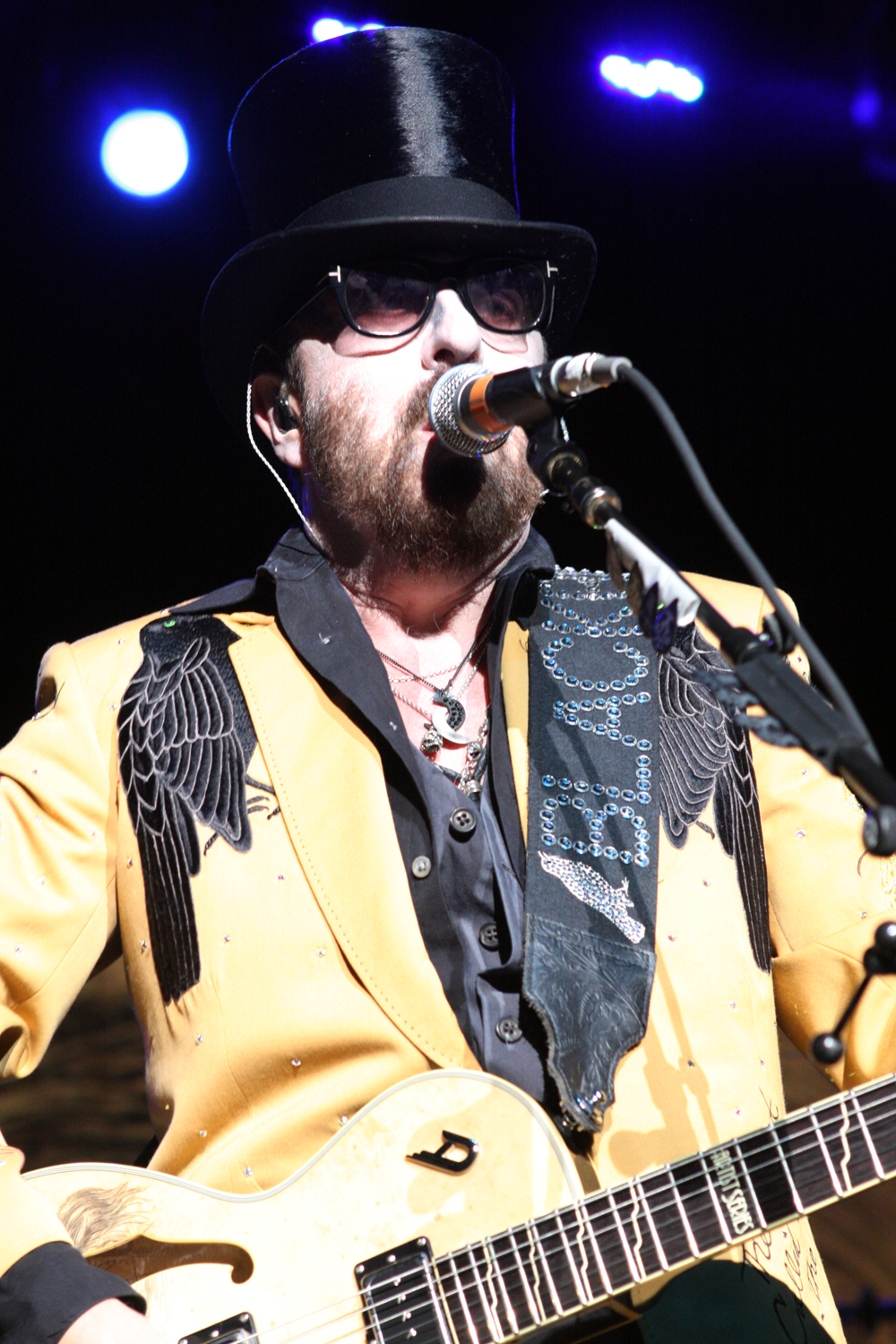
David A. Stewart bei einem Konzert in Sydney (2011)

David Allan „Dave“ Stewart (* 9. September 1952 in Sunderland) ist ein britischer Musiker, Gitarrist, Komponist und Produzent. 1977 begann er seine Karriere als Gitarrist mit der Band The Tourists, bevor er ab 1981 als Teil des Pop-Duos Eurythmics bekannt wurde. Ab Ende der 1980er Jahre startete er eine Solokarriere, wo ihm mit dem Instrumentalstück Lily Was Here ein großer Erfolg gelang. 2004 gab Stewart mit Barbarella sein Musicaldebüt.

## Leben

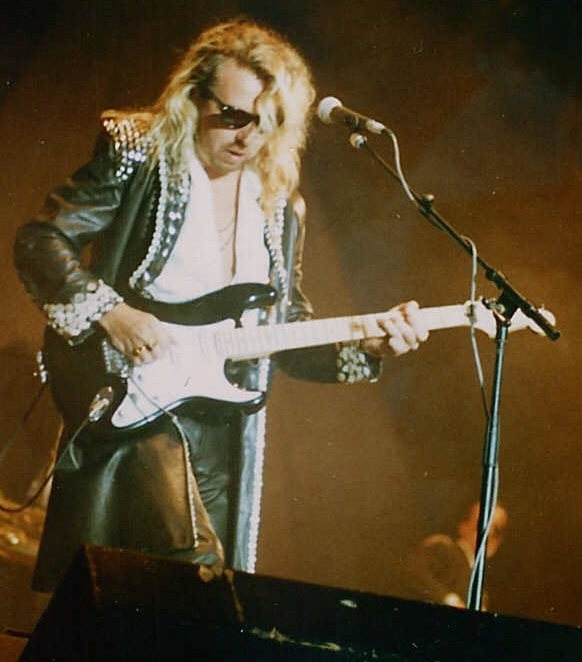
David A. Stewart beim Auftritt der Eurythmics bei Rock am Ring (1987)

David A. Stewart gründete 1975 gemeinsam mit Peet Coombes und der Sängerin Annie Lennox ein Trio names The Catch (nicht identisch mit dem gleichnamigen Duo, das durch den Titel 25 Years bekannt wurde) und veröffentlichten die Single Borderline / Black Blood beim Label Logo Records. Nachdem 1977 der Bassist Eddie Chin und der Schlagzeuger Jim Toomey dazukamen, änderte die Band ihren Namen in The Tourists und produzierte drei Alben sowie mehrere Singles. 1980 gründete er mit Lennox das Pop-Duo Eurythmics, das ab 1981 in den Charts vertreten und mit Titeln wie Sweet Dreams (Are Made of This), Here Comes the Rain Again oder There Must Be an Angel (Playing with My Heart) erfolgreich waren.
Ab Ende der 1980er Jahre startete er eine Solokarriere und veröffentlichte seitdem einige Soloplatten. Mit der niederländischen Saxophonistin Candy Dulfer und dem Instrumentalstück Lily Was Here aus dem gleichnamigen Film gelang Stewart Ende 1989 ein großer Charterfolg. Im November 1989 platzierte sich sein gleichnamiges Debütalbum auf Platz 37 in den Deutschen Albumcharts und Platz 88 in der Schweizer Hitparade.
Anfang der 1990er Jahre arbeitete Stewart mit Terry Hall (The Specials, Fun Boy Three, The Colourfield) in dem Bandprojekt Vegas zusammen. 1990 trat er zusätzlich mit einer Band unter dem Namen „Dave Stewart & the Spiritual Cowboys“ in Erscheinung und hatte in Deutschland mit Jack Talking einen mittelmäßig erfolgreichen Hit. 
Zusammen mit Tom Jones nahm er 1993 die Benefizplatte All You Need Is Love auf. 1994 veröffentlichte er unter seinem eigenen Namen das Album Greetings from the Gutter mit dem Single-Hit Heart of Stone.
Sein Musicaldebüt gab er mit Barbarella, das im Jahr 2004 im Wiener Raimundtheater uraufgeführt wurde und auf dem gleichnamigen Film basiert. Mit dem Musical Ghost, das er mit Glen Ballard und Bruce Joel Rubin nach dem gleichnamigen Film schrieb, erzielte er 2011 im Londoner West End und 2012 am Broadway einen großen Erfolg. Ende 2007 nahm er als Produzent von Ringo Starr (The Beatles) das Album Liverpool 8 auf.
Im Mai 2011 gab Stewart gemeinsam mit Mick Jagger, Damian Marley, A. R. Rahman und Joss Stone die Gründung der Supergroup SuperHeavy bekannt. Das gleichnamige Album erschien im September des Jahres. Am 9. Februar 2014 trat er mit Lennox bei dem Tribute-Konzert The Night That Changed America: A Grammy Salute to The Beatles mit dem Beatles-Song The Fool on the Hill in Los Angeles auf.
Im März 2018 veröffentlichte er den Song Be My Rebel mit der deutschen Sängerin Nena, das Video zum Song drehte Virgil Widrich.

## Privates
David A. Stewart war Ende der 1970er-Jahre, noch vor Gründung der Eurythmics, mit seiner Gesangspartnerin Annie Lennox liiert. Er war dreimal verheiratet. Von 1987 bis 1996 war er in zweiter Ehe mit der irischen Rocksängerin Siobhan Fahey verheiratet und hat mit ihr zwei Söhne. Seit 2001 ist er mit der niederländischen Fotografin Anoushka Fisz, mit der er zwei Töchter hat, verheiratet.

## Diskografie

### Studioalben
| Jahr | Titel                                  | Höchstplatzierung, Gesamtwochen, AuszeichnungChartplatzierungen (Jahr, Titel, Platzierungen, Wochen, Auszeichnungen, Anmerkungen) | Höchstplatzierung, Gesamtwochen, AuszeichnungChartplatzierungen (Jahr, Titel, Platzierungen, Wochen, Auszeichnungen, Anmerkungen) | Höchstplatzierung, Gesamtwochen, AuszeichnungChartplatzierungen (Jahr, Titel, Platzierungen, Wochen, Auszeichnungen, Anmerkungen) | Höchstplatzierung, Gesamtwochen, AuszeichnungChartplatzierungen (Jahr, Titel, Platzierungen, Wochen, Auszeichnungen, Anmerkungen) | Anmerkungen                                                |
| Jahr | Titel                                  | DE | AT | CH | UK | Anmerkungen                                                |
| ---- | -------------------------------------- | --- | --- | --- | --- | ---------------------------------------------------------- |
| 1989 | Lily Was Here                          | DE37 (11 Wo.)DE | — | CH28 (2 Wo.)CH | UK35 (5 Wo.)UK | Erstveröffentlichung: November 1989                        |
| 1990 | Dave Stewart and the Spiritual Cowboys | — | — | — | UK38 (2 Wo.)UK | Erstveröffentlichung: September 1990 mit Spiritual Cowboys |
| 1994 | Greetings from the Gutter              | DE45 (8 Wo.)DE | AT30 (5 Wo.)AT | CH33 (5 Wo.)CH | UK93 (1 Wo.)UK | Erstveröffentlichung: September 1994                       |

Weitere Alben
- 1991: Honest (mit Spiritual Cowboys)
- 1991: Jute City (Soundtrack)
- 1992: Vegas (mit Vegas)
- 1994: The Ref – Songs of Suburbia (Soundtrack)
- 1998: Sly-Fi
- 1999: Cookie’s Fortune (Soundtrack für Cookie’s Fortune – Aufruhr in Holly Springs)
- 2001: Grow Younger, Live Longer (mit Deepak Chopra)
- 2004: Alfie (Soundtrack mit Mick Jagger)
- 2004: Barbarella (Musical)
- 2008: Liverpool 8 (mit Ringo Starr)
- 2008: The Dave Stewart Songbook Vol. 1
- 2011: Ghost – The Musical (Musical)
- 2011: The Blackbird Diaries
- 2012: The Ringmaster General
- 2013: Lucky Numbers
- 2017: Nashville Sessions: The Duets, Vol. 1

### Singles
| Jahr | Titel Album                                         | Höchstplatzierung, Gesamtwochen, AuszeichnungChartplatzierungen (Jahr, Titel, Album, Platzierungen, Wochen, Auszeichnungen, Anmerkungen) | Höchstplatzierung, Gesamtwochen, AuszeichnungChartplatzierungen (Jahr, Titel, Album, Platzierungen, Wochen, Auszeichnungen, Anmerkungen) | Höchstplatzierung, Gesamtwochen, AuszeichnungChartplatzierungen (Jahr, Titel, Album, Platzierungen, Wochen, Auszeichnungen, Anmerkungen) | Höchstplatzierung, Gesamtwochen, AuszeichnungChartplatzierungen (Jahr, Titel, Album, Platzierungen, Wochen, Auszeichnungen, Anmerkungen) | Höchstplatzierung, Gesamtwochen, AuszeichnungChartplatzierungen (Jahr, Titel, Album, Platzierungen, Wochen, Auszeichnungen, Anmerkungen) | Anmerkungen                                              |
| Jahr | Titel Album                                         | DE | AT | CH | UK | US | Anmerkungen                                              |
| ---- | --------------------------------------------------- | --- | --- | --- | --- | --- | -------------------------------------------------------- |
| 1989 | Lily Was Here                                       | DE17 (25 Wo.)DE | AT18 (11 Wo.)AT | CH10 (9 Wo.)CH | UK6 (12 Wo.)UK | US11 (16 Wo.)US | Erstveröffentlichung: Oktober 1989 feat. Candy Dulfer    |
| 1990 | Jack Talking Dave Stewart And The Spiritual Cowboys | DE49 (13 Wo.)DE | — | — | UK69 (2 Wo.)UK | — | Erstveröffentlichung: August 1990 mit Spiritual Cowboys  |
| 1990 | Love Shines Dave Stewart And The Spiritual Cowboys  | — | — | — | UK88 (2 Wo.)UK | — | Erstveröffentlichung: Oktober 1990 mit Spiritual Cowboys |
| 1994 | Heart of Stone Greetings from the Gutter            | DE52 (21 Wo.)DE | AT12 (6 Wo.)AT | — | UK36 (5 Wo.)UK | — | Erstveröffentlichung: August 1994                        |
| 1995 | Jealousy Greetings from the Gutter                  | DE83 (5 Wo.)DE | — | — | UK86 (1 Wo.)UK | — | Erstveröffentlichung: März 1995                          |
| 1995 | Secret –                                            | — | — | — | UK89 (1 Wo.)UK | — | Erstveröffentlichung: November 1995                      |
| 2004 | Old Habits Die Hard Alfie                           | DE62 (9 Wo.)DE | — | — | UK45 (2 Wo.)UK | — | Erstveröffentlichung: November 2004 mit Mick Jagger      |

## Auszeichnungen für Musikverkäufe
| Silberne Schallplatte - Frankreich - 1990: für die Single Lily Was Here Goldene Schallplatte - Australien - 1990: für die Single Lily Was Here | Platin-Schallplatte - Niederlande - 1989: für die Single Lily Was Here |

| Land/RegionAuszeichnungen für Musikverkäufe (Land/Region, Auszeichnungen, Verkäufe, Quellen) | Silber  | Gold  | Platin  | Verkäufe | Quellen     |
| -------------------------------------------------------------------------------------------- | ------- | ----- | ------- | -------- | ----------- |
| Australien (ARIA)                                                                            | —       | Gold1 | —       | 35.000   | aria.com.au |
| Frankreich (SNEP)                                                                            | Silber1 | —     | —       | 125.000  | infodisc.fr |
| Niederlande (NVPI)                                                                           | —       | —     | Platin1 | 100.000  | nvpi.nl     |
| Insgesamt                                                                                    | Silber1 | Gold1 | Platin1 |          |             |

## Filmografie
- 1989: Rooftops – Dächer des Todes (Rooftops)
- 1995: Hackers – Im Netz des FBI (Hackers)
- 2004: Alfie

## Autobiografie
- Dave Stewart: Sweet Dreams Are Made of This – Von den Eurythmics bis SuperHeavy (Die Autobiografie). Hannibal Verlag, Höfen 2016, ISBN 978-3-85445-495-3 (Originalausgabe: Sweet Dreams Are Made of This)

## Auszeichnungen
Goldene Himbeere
- 1996: in der Kategorie „Schlechtester Song“ für Walk into the Wind

RSH-Gold
- 1995: in der Kategorie „Comeback des Jahres“[6]